# K·C·尼古劳
基里亞科斯·科斯塔·尼古劳（英語：Kyriacos Costa Nicolaou，简称KCN，1946年6月5日—），塞浦路斯裔美国化学家，有机合成大师级人物之一。

## 生平
- 1946年 在塞浦路斯卡拉瓦斯出生，希腊裔。他在那念书、长大，直至18岁。
- 1964年 来到英国，学了两年英语，后进入伦敦大学学习化学。
- 1969年 在 Bedford College 取得理学学位。
- 1972年 取得伦敦大学学院博士学位，师从F. Sondheimer和P. J. Garrat 教授。
- 1972年 来到美国，在哥伦比亚大学（1972－1973，师从 T.J.Katz教授），哈佛大学（1973－1976，师从E. J. Corey），获博士后。后成为宾夕法尼亚大学的 hodes-Thompson化学教授。
- 1989年 被任命为圣地牙哥加利福尼亚大学化学教授，斯克里普斯研究所（Scripps Research Institute）Darlene Shiley 教授、化学系主任。
- 1996年 被任命为Scripps研究所的Aline W. 和 L.S. Skaggs 化学生物学教授。
- 2013年 離開圣地牙哥加利福尼亚大学，被任命為萊斯大學的Harry C.和Olga K. Wiess化學教授。

## 研究
主要对天然产物全合成、全合成策略进行研究。已合成的标志性分子有：
endiandric acids、amphotericin B、calicheamicin1I、rapamycin、紫杉醇（Taxol®）、zaragozic acid、brevetoxin B、brevetoxin A、埃博霉素（the epothilones）、eleutherobin、万古霉素（vancomycin）、the CP-molecules、sanglifehrin、the bisorbicillinoids、apoptolidin、the coleophomones、diazonamide A、1-O-methyllateriflorone、the azaspiracids、thiostrepton、the bisanthraquinones、the abyssomicins、the marinomycins、platensimycin、uncialamycin、biyouyanagin、platencin、cortistatin 、sporolide B和 turbinamycin 等。
合成法有：
- 基于 IBX 和 DMP 的氧化反应和环化反应 （Nicolaou 氧化反应）
- 硒诱导的关环反应
- 基于硫代糖苷的糖化反应
- 大环成环反应
- 环醚化反应
- 金属催化和无机催化的不对称环化反应

所著书籍有：
- Nicolaou, Kyriacos Costa; E. J. Sorensen. . Wiley-VCH. 1996.  ISBN 3-527-29231-4. （全合成经典）
- Nicolaou, Kyriacos Costa; S. A. Snyder. . Wiley-VCH. 2003.  ISBN 3-527-30684-6. （全合成经典Ⅱ）
- Molecules that Changed the World （改变世界的分子），Wiley-VCH，2008年
- Handbook of Combinatorial Chemistry: Drugs, Catalysts, Materials，2002年
- Selenium in Natural Products Synthesis，1984年

## 荣誉
- Humboldt Foundation US Senior Scientist Prize (德国 1987)
- 日本促进协会奖 (1988)
- 美国化学会 有机合成化学创造奖 (1993)
- The Dr Paul Janssen Prize for Creativity in Organic Synthesis (Janssen研究基金 1994)
- 英国皇家化学协会 Rhone–Poulenc 奖章 (1995)
- 美国化学会 Ernest Guenther 天然产物化学奖 (1996)
- 美国化学会纽约地区 William H. Nichols 奖章 (1996)
- Inhoffen奖章 (德国 1996)
- Linus Pauling 奖 (1996)
- 美国化学会 Gustavus John Esselen Award for Chemistry in the Public Interest (1998)
- 山田奖 (1999)
- 阿司匹林奖 (西班牙 1999)
- Max Tishler 奖 (2000)
- 保罗·卡雷金奖 (2000)
- 名古屋奖章 (2001)
- Ernst Schering 奖 (德国 2001)
- 四面体奖 (2002)
- Aristeio Bodossaki 奖 (2004)
- 亚瑟·科普奖 (2005)

成员：
- 纽约科学院成员 (1987)
- 美国艺术与科学院成员 (1993)
- 美国国家科学院成员 (1996)
- 美国科学发展促进协会成员 (1999)
- 雅典科学院外籍成员 (希腊 2001)